# Страна Ози Бу
«Страна Ози Бу» (фр. Ozie Boo!) — французский анимационный телесериал для детей от 2 до 6 лет, производившийся парижской студией Cyber Group Studios.

## Описание
Во Франции первый сезон сериала «Страна Ози Бу» вышел в эфир 4 сентября 2006 года на канале France 5, а второй сезон — на канале Canal J. Сериал также транслировался на международном уровне на телеканалах Playhouse Disney в Латинской Америке, Германии и Италии, RTP2 и Canal Panda в Португалии, Hop! и Luil TV в Израиле, Yumurcak TV в Турции и «ТелеНяня» (позднее — «Карусель») в России.
Первый сезон имеет продолжительность 2 минуты, а второй и третий — 7 минут. В 2010 году спин-офф, известный как «Ozie Boo! Спасите планету» (Ozie Boo! Protège ta planète), начал транслироваться на телеканале Tiji. В этом спин-оффе 5 пингвинят узнают о помощи окружающей среде в классе со своим учителем, мистером Пеликаном. Спин-офф был создан при участии CNC и WWF.

## Синопсис
Мультсериал «Страна Ози Бу» рассказывает историю пяти пингвинят: четырёх мальчиков Эда, Теда, Неда и Фреда и одной девочки Нелли. Малыши учатся сожительствовать в радостной и дружелюбной манере и переживают множество приключений в своём доме, расположенном посреди Атлантического океана.

## Персонажи

### Пингвинята
- Эд (зелёный цвет)
- Фред (оранжевый цвет)
- Нед (синий цвет)
- Нелли (розовый цвет)
- Тед (красный цвет)[8]

### Другие
- Раджа — амурский тигрёнок
- Микки и Никки — белые медвежата
- Мел — морская звезда
- Уолли и Полли — белушата
- Скай — альбатрос
- Мистер Пеликан